# 豊橋市立幸小学校
豊橋市立幸小学校（とよはししりつ みゆきしょうがっこう）は、愛知県豊橋市西幸町にある公立小学校。

## 概要
この地域は旧・大日本帝国陸軍高師原演習場があった場所である。戦後、佐久間ダム建設の影響で移住してきた北設楽郡豊根村の村民が中心となり戦後開拓が行われた。その後、住宅化が進み児童が増加したため、新設された小学校である。児童数は、915人（2020年4月22日現在）。

## 沿革
- 1977年（昭和52年）4月 - 豊橋市立高師小学校から分離し、豊橋市立幸小学校として開校。豊橋市立栄小学校、豊橋市立岩西小学校の校区の一部が加わる。

## 教育目標
笑顔あふれる元気な学校

## 学校行事
| - 4月 入学式、前期始業式、家庭訪問 - 5月 運動会、体力テスト - 6月 野外活動、授業参観 | - 7月 夏季休業開始 - 8月 夏季休業終了 - 9月 夏休み作品展 | - 10月 修学旅行、前期終業式、後期始業式 - 11月 - 12月 マラソン大会、冬期休業開始 | - 1月 冬期休業終了、授業参観 - 2月 - 3月 卒業式、修了式 |

## 通学区域
- 西幸町、曙町（字若松、字測点、字南松原）、牧野町の一部、弥生町（字松原）、江島町、藤並町、高田町

## 進学先中学校
公立中学校の進学先は豊橋市立高師台中学校

## 周辺施設
- 愛知県立豊橋特別支援学校
- 豊橋市立高師台中学校
- 豊橋市立岩西小学校
- 豊橋市消防本部南消防署
- 幸公園
- 豊橋牧野郵便局
- 豊橋幸郵便局
- 豊橋信用金庫幸支店
- 蒲郡信用金庫曙支店
- 御幸神社

1949年（昭和24年）、豊根村からの移住者により砥鹿神社から分祀し建立。花祭が行われる。
- 豊橋うずら農協（豊橋養鶉農業協同組合）

校区は養鶉が盛んである。

## 交通アクセス
- 豊鉄バス天伯団地線「西幸」バス停より徒歩約8分。

豊橋駅より【45系統】「天伯団地」行。